# Селли, Раймондо
Раймондо Селли (итал. Raimondo Selli; 30 сентября 1916, Болонья — 4 октября 1983, Болонья) — итальянский геолог и океанолог.

## Биография
Окончил факультет естествознания Болонского университета. Два года преподавал геологию в Палермском университете, пока не вернулся в Болонский университет в 1957 году, где проработал до пенсии. Получил степень почетного доктора в Университете Бордо.
Он был одним из основателей Института геологии и палеонтологии Болонского университета, который в 1988 году назван в его честь. В 1963 году Институт получил новое здание, построенное по проекту итальянского архитектора Джованни Мишелуччи. В 1968 году организовал научно-исследовательский центр морской геологии, с которым в 1970 году он исследовал геологию Тирренского моря. Кроме того изучал тектоническую эволюцию Восточных Альп и Апеннин. Рассчитывал геологические и сейсмические риски в несостоявшемся проекте строительства моста через Мессинский пролив и при строительстве атомных станций. Много усилий уделял разработке геологических карт различных регионов Италии. Участвовал в изучении геологических причин катастрофы на плотине Вайонт в 1963 году.
Причастен к открытию и исследованию мессинского кризиса солености. В монографии Il Bacino del Metauro (1954) он впервые заметил, что морские отложения мессинского века по всему Западному Средиземноморью всегда содержат эвапориты и никогда не являются нормальными морскими отложениями. Он также ввёл термин кризис солёности (итал. crisi di salinitá, англ. salinity crisis) в такой формулировке: в позднем миоцене по всему Средиземному морю был «кризис солёности»: в то время солоновато- или пресноводные условия царили в восточных бассейнах Паратетиса, а на западе Средиземное море было гиперсолёным морем.
В 1962—1963 годах был председателем Итальянского геологического общества. С 1967 по 1980 год — представитель Италии в ООН в области океанографии.

### Избранные работы
- Селли Р. Ч. Введение в седиментологию. Недра, Москва, 1981 г., 370 стр., УДК: 551.3.051+552.14.82.03.20
- Селли Р. Ч. Древние обстановки осадконакопления. Недра, Москва, 1989 г., 294 стр., УДК: 552.14, ISBN 5-247-00841-3